# Chucho Corrales
Jesús Manuel Corrales Sánchez, conocido como "Chucho" Corrales (San Cristóbal, 28 de abril de 1924 - †1998), llamado "El cantor del Táchira", fue un cantante, locutor, político y compositor venezolano. Hijo de Jesús Manuel Corrales y Tulia Sánchez de Corrales. Doña Tulia Sánchez de Corrales fue hija de Don Juan Nepomuceno Sánchez Roa, nativo de la Grita, quien en vida fuera Presidente de la sección de Táchira para 1.886 cuando existía el Gran Estado de los Andes, Secretario de la Junta del Concejo Municipal de San Cristóbal en 1900 y Presidente encargado en 1.913 y 1.914 del Concejo Municipal de San Cristóbal.

## Trayectoria
Destacándose desde su infancia en el mundo del canto, ya en su juventud y mientras realizaba sus estudios de secundaria formó parte de la estudiantina del Liceo Simón Bolívar y se presentó en programas radiales de la emisora La Voz del Táchira. En 1945, con 19 años, se une como voz tenor al Orfeón del Estado Táchira bajo la dirección del maestro Marco Antonio Rivera Useche. En 1946 participó como bolerista de la orquesta Tropical Boys. En 1948 obtuvo su certificado de locución, iniciándose en este medio en la emisora Ecos del Torbes, de la ciudad de San Cristóbal, donde produjo el programa Mosaicos Musicales, en esta actividad se mantuvo de forma casi ininterrumpida por el resto de su vida.
Fue cantante de las bandas de Luis Alfonzo Larrain, Emilio Muñoz, Chucho Sanoja, Billo Frómeta, Aldemaro Romero, Sergio Elguín y José Luis Paz.
En 1955 fue uno de los fundadores y primer secretario de la Sociedad de Autores y Compositores de Venezuela (SACVEN), su carnet de dicha sociedad tenía el número 001.
En su momento de mayor popularidad llegó a presentarse en los programas de Renny Ottolina (El Show de Renny, el programa de televisión más popular de la época en Venezuela) y Aldemaro Romero.

### El cantor del Táchira
En 1946 compone el bolero "¿Por qué será?", la primera de sus obras reconocidas. Desde entonces compuso numerosas piezas de distintos géneros, de los que destacan sus composiciones dedicadas al estado Táchira y particularmente a la ciudad de San Cristóbal, entre las que se encuentran el bolero "San Cristóbal", el bambuco "Tierra Tachirense" (considerado un segundo himno del estado), el pasodoble "San Cristóbal Andina" (de obligada ejecución en los festejos taurinos de la Feria Internacional de San Sebastián), el sentido bambuco "Andinita" y el vals "Pueblitos de mi Tierra". Corrales decía ser el compositor del conocido bolero "Señora Bonita", generalmente atribuido al compositor mexicano Adolfo Salas.

### Chucho en la Radio
Una de las pasiones que movió a Don Chucho Corrales fue, sin duda, la radio. Durante muchos años fue el conductor de un espacio dominical llamado: "Así es Venezuela en su Música"; lo transmitía los domingos en horario de 7:00 a. m. a 9:00 a. m. por Radio San Cristóbal 1060AM (estación que luego cambió de nombre). En su programa siempre se ufanó de ser el carnet número 1 de Sacven; las piezas musicales presentadas eran acompañadas de comentarios propios de su vivencia con la música y los compositores; por supuesto, los oyentes disfrutaban de cómo mostraba con orgullo sus composiciones y las anécdotas de sus creaciones; como por ejemplo: ¿Por qué la población de Cordero, no aparece nombrada en un tema emblema del Táchira: "Tierra Tachirense"?
Le gustaba tanto hablar en su programa a Chucho Corrales, que en repetidas ocasiones quien le recibía la guardia en la emisora a las 9:00 a. m., se quejaba porque no terminaba a la hora pautada. a veces su insistencia con sus temas lo hacía ver como yoista o engreído. sin embargo, en el trato personal era otra cosa.

## DonChucho
Reconocido personaje tachirense y muy querido en su tierra, con los años llegó incluso a incursionar en la política, alcanzando un escaño como senador por este estado, más por el mérito de su popularidad en la región que por su experiencia en el área.
Recibió numerosos premios y condecoraciones y siempre fue reconocido como un defensor de las tradiciones tachirenses. Mantuvo su presencia en radio durante muchos años, tratando además de temas relacionados con la música y la cultura tachirense, reflexiones sobre la situación del estado y del país, lo cual le ganó no pocos detractores.
En 1995 el Archivo Regional de Folklore editó un disco contentivo de treinta y dos de sus composiciones con el nombre de Canciones para mi Tierra. 
A pesar de los reconocimientos y las muestras de afecto que recibía en la ciudad y de haber representado al estado ante el Congreso de la república, al final de su vida el maestro Chucho Corrales se encontró ante el desamparo oficial, falleciendo en el Centro Clínico de la ciudad de San Cristóbal en 1998. Sus restos fueron velados en el Salón de Lectura, por ser parte de la Cultura Tachirense